# Juninho Paulista
Pour les articles homonymes, voir Juninho (homonymie).
Juninho Paulista, de son vrai nom Osvaldo Giroldo Júnior (né le 22 février 1973 à São Paulo), est un footballeur brésilien qui évolue au poste de milieu offensif.
Il a une carrière assez mouvementée en club, en jouant pour pas moins de neuf clubs professionnels différents, répartis dans cinq pays différents (Brésil, Angleterre, Espagne, Écosse et Australie) ; et joua pour le Middlesbrough FC cinq saisons, en trois fois, et pour le CR Flamengo, deux saisons en deux fois.
Il fit ses débuts internationaux avec l'Équipe du Brésil en 1995. Il termina notamment, finaliste de la Copa América 1995, médaillé de bronze des Jeux olympiques de 1996, champion de la Coupe des confédérations 1997 et surtout vainqueur de la Coupe du monde 2002.

## Biographie

### Début de carrière
Il a commencé sa carrière professionnelle, en 1993, au São Paulo FC (il tire son surnom de sa ville natale, São Paulo), et fait très vite parler de lui dans tous le pays par ses performances. Assez rapidement et avec la loi Bosman qui vient de faire son apparition, il fait l'objet de convoitise de nombreux clubs.

### Arrivée en Europe et confirmation
Après la Copa America en Uruguay de 1995, Il choisit de rejoindre Middlesbrough. Sa venue est une surprise car il suscitait la convoitise de club beaucoup plus grands. Mais séduit par l'ambiance des stades qu'il avait découvert peu avant lors d'un match amical avec le Brésil à Wembley, il rejoint un club modeste pour continuer sa progression. Du haut de ses 22 ans, il s'installe donc avec ses parents en Angleterre. Son duo avec Fabrizio Ravanelli est un succès. Son adaptation est rapide. Ses crochets courts et fulgurants font fureur dans un jeu où les brésiliens peinent généralement à s'imposer. Il devient rapidement le chouchou des supporters du club qui le surnomment "The Little Fella" (le petit mec) ou "TLF" du fait de sa petite taille (1,67 m). Ses performances aident le club à se hisser jusqu'en finale de Cup mais également de la League Cup en 1997. À chaque fois Middlesbrough perd en finale. La situation est plus critique en championnat où le club est relégué en deuxième division à l'issue de la saison, malgré les performances exceptionnelles de Juninho, qui est élu meilleur joueur du championnat anglais 1996-1997.
En pleurs lors du dernier match qui condamne le club à la descente, il choisit de le quitter à l'issue de la saison pour garantir ses chances de faire partie de la sélection brésilienne qui disputera le mondial 1998 en France.
C'est ainsi qu'il arrive à l'Atlético de Madrid. Le président Jesus Gil qui a remporté le titre deux ans plus tôt souhaite construire une grande équipe sur cette base (Geli, Caminero, Kiko, Simeone) et recrute deux joueurs de talent : Juninho et Christian Vieri. Il y débute remarquablement bien et inscrit même un but lors du derby contre le Real Madrid mais une blessure va le couper dans son élan. Le 1er février 1998, Míchel Salgado lui brise le tibia en le taclant à pleine vitesse. Résultat : 6 mois d'arrêt et il manque la Coupe du monde 1998.  
Revenu à un bon niveau lors de la saison 1998-1999, l'Atletico déçoit. Peu en verve en championnat, éliminé en demi-finale de la Coupe UEFA par le futur vainqueur Parme, Juninho est irrégulier.
Lors de la saison 1999-2000, Claudio Ranieri arrive sur le banc madrilène et ne semble pas compter sur Juninho. Il est prêté à Middlesbrough qui est remonté en Premier League. De 2000 à 2002, l'Atletico va le prêter à plusieurs reprises. Il revient au Brésil, jouer pour Vasco da Gama puis pour Flamengo. C'est lors de son passage au Vasco qu'il va être nommé Juninho Paulista pour le différencier de son coéquipier, Juninho Pernambucano.

### Fin de carrière
Après la Coupe du monde 2002, il revient de nouveau à Middlesbrough, qu'il quittera pour le Celtic, en 2004. Il part pour Palmeiras, club brésilien, l'année suivante, suivi, un a plus tard, de son retour à Flamengo. Il part ensuite au Sydney FC pour une saison, avant de mettre un terme à sa carrière, en 2008, malgré le fait d'avoir reçu plusieurs offres d'autres clubs. Il reviendra en 2010, à l'Ituano FC, avec lequel il joue ses derniers matchs professionnels. Il se satisfait du lien d'amitié, établi entre Middlesbrough, club avec lequel il a joué pendant des années, et son nouveau club, l'Ituano FC.

### Carrière internationale
Sa première sélection a lieu en février 1995 contre l'équipe de Slovaquie. La même année, il est finaliste de la Copa América 1995 réalisant un bon tournoi et l'année suivante, médaillé de bronze des Jeux olympiques de 1996. L'année d'après il est vainqueur de la Coupe des confédérations 1997. Sa blessure au tibia-péroné contractée en février 1998 l'empêche de pouvoir participer à la Coupe du monde 1998.
Grand fan du joueur, Luiz Felipe Scolari le reconvoque dès sa prise de fonction à la tête de la sélection nationale en 2001. Il remporte la Coupe du monde 2002 avec l'équipe du Brésil. Il avouera des années plus tard à quel point il était « surpris » d'être dans la liste des 23 du sélectionneur de la Seleção.
Il est sélectionné 49 fois en équipe nationale, pour un total de cinq buts inscrits.

### Ses caractéristiques
Juninho est un milieu offensif identifié par son côté imprévisible. Doté d'une superbe technique et très vif, il use énormément de crochets courts et d'accélérations pour faire la différence. Sa technique brésilienne et son explosivité le rendent difficile à marquer par son défenseur direct. Il est l'un des premiers joueurs à avoir fait en match un double contact derrière la jambe d'appui. 
Son jeu à risque est à double tranchant. Dans un bon jour, il sera un casse-tête insoluble pour l'équipe adverse. Dans un jour sans, il perdra beaucoup de ballons et mettra son équipe en difficulté. Pendant la coupe du monde 2002, il est titulaire lors des trois matchs de poule et réalise notamment contre la Turquie un match de haute facture. Lors du huitième de finale contre la Belgique, son jeu à risque se révèle contre-productif et il perd beaucoup de ballon. Son sélectionneur Felipao décide alors de le remplacer par Kléberson jusqu'à la fin de la compétition. Il entrera en jeu lors de la finale contre l'Allemagne.
C'est ce jeu à risque qui a séduit à Middlesbrough ou au Brésil, producteur de ce type de joueurs, mais qui a davantage divisé lorsqu'il jouait à l'Atlético de Madrid.

## Palmarès

### En club
Avec le São Paulo FC :
- Vainqueur de la Copa Libertadores en 1993
- Finaliste de la Copa Libertadores en 1994
- Vainqueur de la Supercopa Sudamericana en 1993
- Vainqueur de la Coupe intercontinentale en 1993
- Vainqueur de la Recopa Sudamericana en 1993 et 1994
- Vainqueur de la Coupe CONMEBOL en 1994
- Finaliste de la Copa de Oro en 1995

Avec Vasco de Gama :
- Champion du Brésil en 2000
- Vainqueur de la Copa Mercosur en 2000
- Vainqueur de la Coupe Guanabara en 2000
- Finaliste du championnat du monde des clubs en 2000

Avec Middlesbrough :
- Vainqueur de la Coupe de la Ligue anglaise en 2004

### En équipe nationale
- Vainqueur de la Coupe du monde en 2002 avec l'équipe du Brésil
- Vainqueur de la Coupe des confédérations en 1997 avec l'équipe du Brésil
- Finaliste de la Copa América en 1995 avec l'équipe du Brésil
- Médaille de Bronze aux Jeux olympiques d'été de 1996 avec l'équipe du Brésil
- Vainqueur de la Coupe Stanley-Rous en 1995 avec l'équipe du Brésil

### Distinctions personnelles
- Élu Premier League Player of the Season en 1997.
- « Ballon d'argent brésilien » en 2000 et 2005
- « Meilleur joueur de l'histoire de Middlesbrough FC », selon les supporters du club, d'après un sondage de 2007[9].